# Persiana

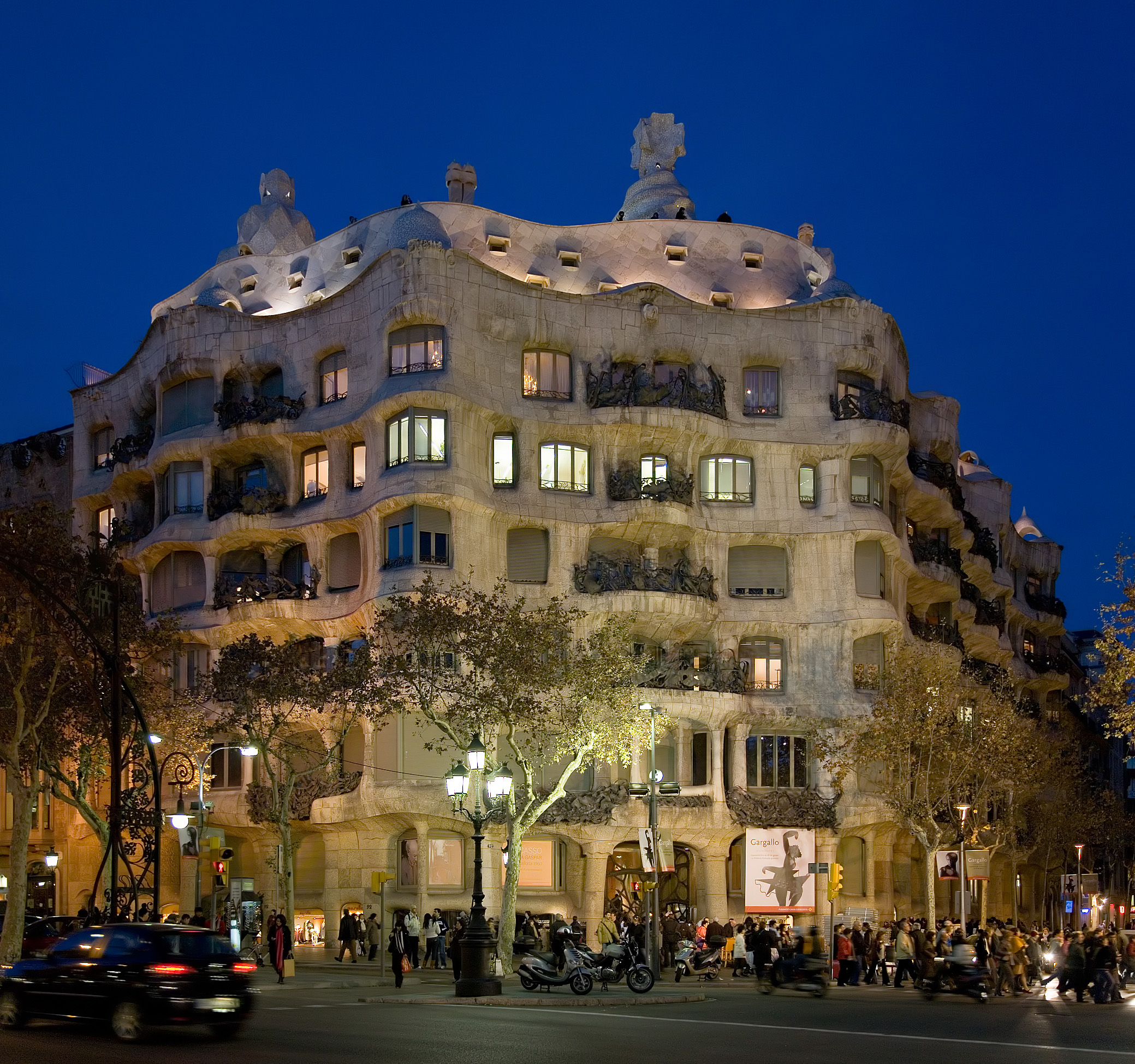
Persianes enrotllables de la Casa Milà (La Pedrera) de Barcelona.

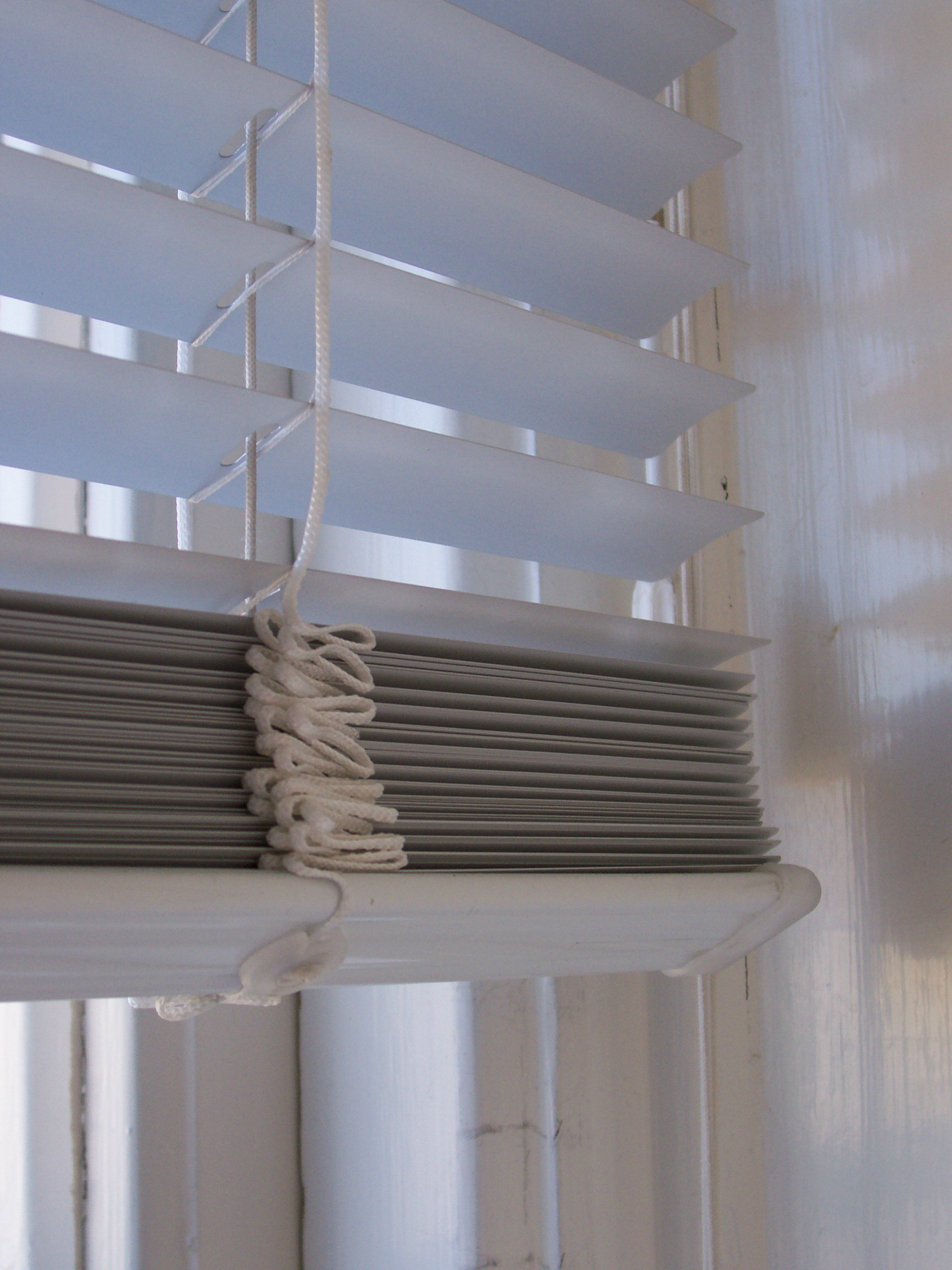
Persiana veneciana d'interiors.

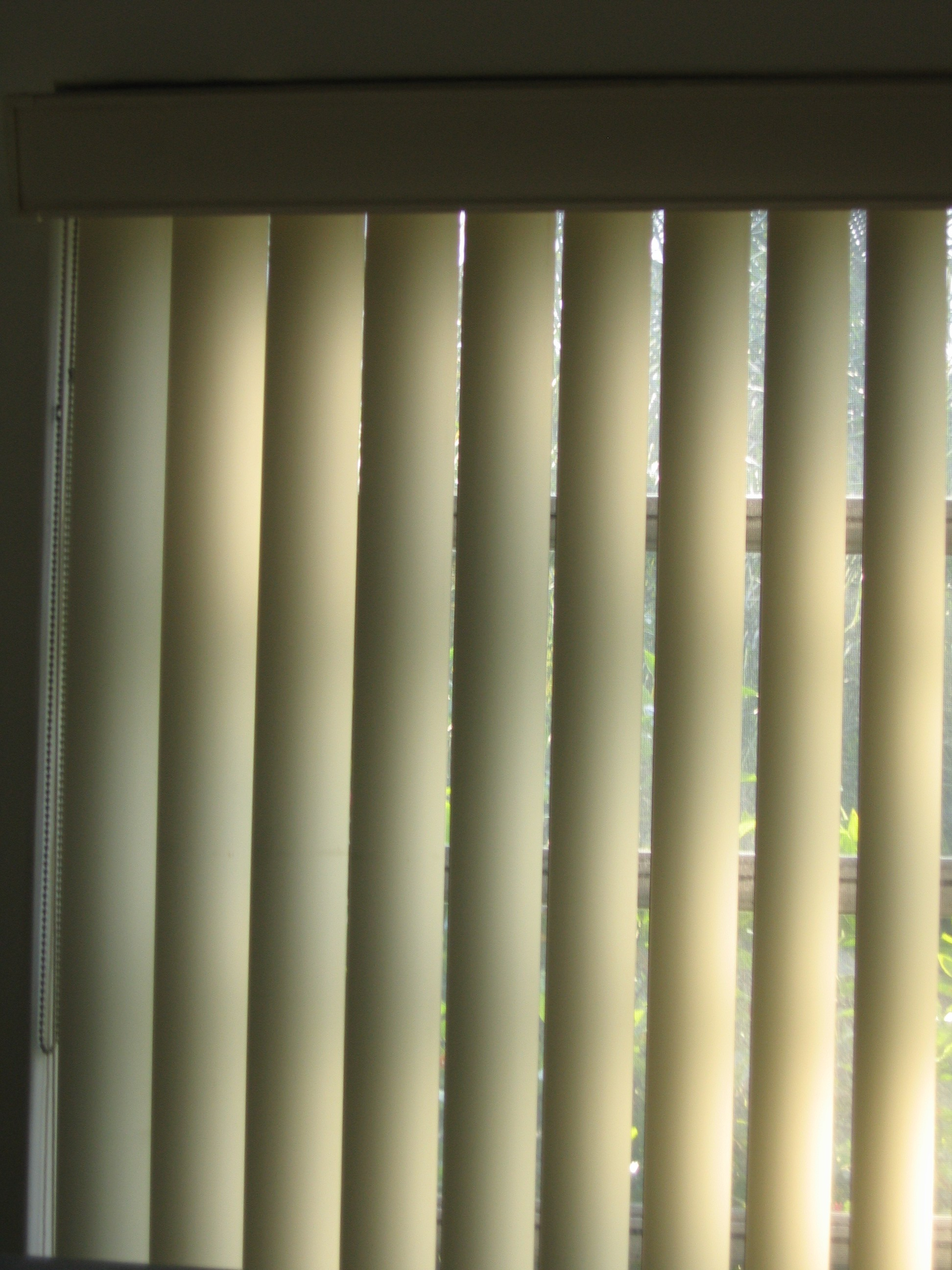
Persiana de lamel·les verticals.

Una persiana és un element mecànic que normalment es col·loca a l'exterior o interior d'un balcó o finestra per protegir les habitacions de la llum o la calor.
Les persianes poden fabricar-se amb diferents materials. La persiana presenta un doble moviment d'obertura i tancament, que pot ser enrotllable, veneciana, de taules verticals o plegables (verticals, de llibret o horitzontals), corredissa, etc.

## Etimologia i història
La paraula persiana, que significa originari de Pèrsia, ve del llatí "persa, -ae", que vol dir persa. El nom el va rebre perquè les primeres importacions a Europa d'aquest objecte al segle xviii, venien de Pèrsia a través de Venècia, d'aquí el nom de venecianes. La primera persiana europea veritablement moderna es patentà el 1769 i es produí industrialment a Londres.
Anteriorment a aquesta innovació, en el seu lloc es feien servir els finestrons per l'interior i els paravents per l'exterior, que mai es deixaren d'utilitzar completament.

## Tipus bàsics[1]
- De corda
- Enrotllable
- Veneciana
- Para-sol, brise-soleil
- De batent exterior
  - Segons el moviment del batent:
    - Abatible horitzontal
    - Abatible vertical (paravent i porticó)
    - Corredissa
    - De llibret

  - segons la configuració del batent:
    - Cega
    - De lamel·les verticals orientables
    - De lamel·les horitzontals orientables
    - De lamel·les fixes
- Fixa

## Elements bàsics d'una persiana enrotllable
- Caixa: conté la persiana quan està plegada
- Registre: escletxa de la caixa per on entra i surt la persiana
- Lamel·la: cadascun dels llistons que formen el cos de la persiana
- Corró: barra cilíndrica on s'enrotlla la persiana
- Cinta: tira de tela que es tiba per poder recollir la persiana
- Politja: carret a un extrem del corró on s'enrotlla la cinta quan baixem la persiana
- Recollidor: caixetí inferior on queda recollida la cinta quan apugem la persiana
- Guia: element que fa de carril conductor a cada costat de les lamel·les
- Topall: cada peça bisada a la darrera lamel·la que li impedeix travessar el registre de forma que la persiana no quedi atrapada dins la caixa i sense poder tornar a sortir
- Parament: lateral de l'obertura de la finestra on van encastades les guies

## Mecanismes típics d'accionament
Els mecanismes més habituals per accionar una persiana són:
- Motor: elèctric i accionat per polsadors o control domòtic
- Cinta: És el sistema més usual i pot estar motoritzat dins al recollidor o a la politja
- Manovella: Molt més lent que la cinta, si bé pot ser necessària si no hi ha lloc per al recollidor o bé la persiana és molt grossa i pesada
- Corda: Enrotlla la persiana pel seu centre i es lliga a un lateral de la finestra

## Característiques i avantatges dels tipus més usuals

### Enrotllables
Són les més utilitzades a la península Ibèrica i els seus principals avantatges són que impedeix molt efectivament el pas de la llum i també que aïlla les finestres de l'exterior, tant de les inclemències del temps, com afegint una cambra extra d'aire que actua de barrera sonora així com tèrmica enfront de l'exterior.
La utilització d'aquest tipus de persianes va ser desincentivat en alguns països a causa de la idea que la riquesa d'un país depèn del treball dels seus habitants i, per tant, calia que tothom estigués disposat a treballar de sol a sol. Com a anècdota, fins i tot en Benjamin Franklin va a arribar a l'extrem de proposar el 1784 a la ciutat de Paris la imposició d'impostos extraordinaris per a les persianes.
Una característica i no gaire bona, d'aquestes és que es deterioren amb el temps i cal una revisió i/o reparació pel bon ús d'aquestes. Les característiques d'aquest deteriorament és que normalment les lames es trenquen o si reben algun cop tot i que no sigui gens dur, por rebre mal. Per això recomanem una revisió i si cal reparació cada 5 o 7 anys.

### Venecianes
Són les més extenses a l'Europa Central. El seu principal avantatge és una millor regulació de la quantitat de llum que entra a l'habitació, tot i que sense poder eliminar totalment el seu pas. També són considerades com el millor tipus per a funcions de regulació de la temperatura de l'habitació, ja que s'aconsegueix la quantitat de llum desitjada, mentre que la resta de llum es reflecteix cap a l'exterior permetent el pas d'un corrent d'aire sense obstacles al seu través.

### De lamel·les verticals
La seva funció és molt similar al d'una cortina, sense avantatges per a la climatització, però reduint la lluminositat amb un mecanisme senzill. Les persianes també poden ser de diferents materials, formes, colors, de figures como perles, discos, argolles, bambú, etc. si bé és força difícil trobar-ne de materials diferents al PVC, el metall o la fusta.

### Plegables (verticals i horitzontals)
Igual que les enrotllables, poden bloquejar totalment el pas de la llum, podent protegir la finestra de les inclemències del temps, encara que no són tant robustes com aquelles, patint problemes a llarg termini a les juntures, problemes pel gir i de sedimentació a les guies en el cas de les horitzontals, cosa que acaba amb la degradació de la persiana. Com a avantatge sobre les enrotllables hi ha el menor espai que requereixen, en no necessitar una caixa per recollir les lamell·les enrotllades. En algun cas, per a les verticals, poden arribar a tenir el mateix problema que les finestres de guillotina, que es varen prohibir en alguns països pel nombre de morts que provocaven.

### Eficiència en la climatització
Si bé cada tipus de persiana té diferents eficiències en les seves funcions com a barrera tèrmica, lumínica i sonora, en qualsevol cas a efectes tèrmics és molt més eficient la utilització d'un tendal exterior que faci ombra a la finestra, evitant-se elevades temperatures a l'interior de l'habitació i obtenint un aire més fresc a l'entrada de la finestra.
Un altre mètode molt efectiu consisteix en la creació d'un corrent d'aire que uneixi finestres que donin a diferents façanes, una assolellada i l'altra a l'ombra, de tal manera que a la façana calenta, l'aire ascendeix per convecció aspirant l'aire de l'interior de la casa que s'omple de l'aire fresc de la façana a l'ombra. Aquest efecte se suma al de disminució de la sensació tèrmica degut al mateix corrent d'aire.

## Galeria d'imatges
Imatges de persianes venecianes i les seves parts:

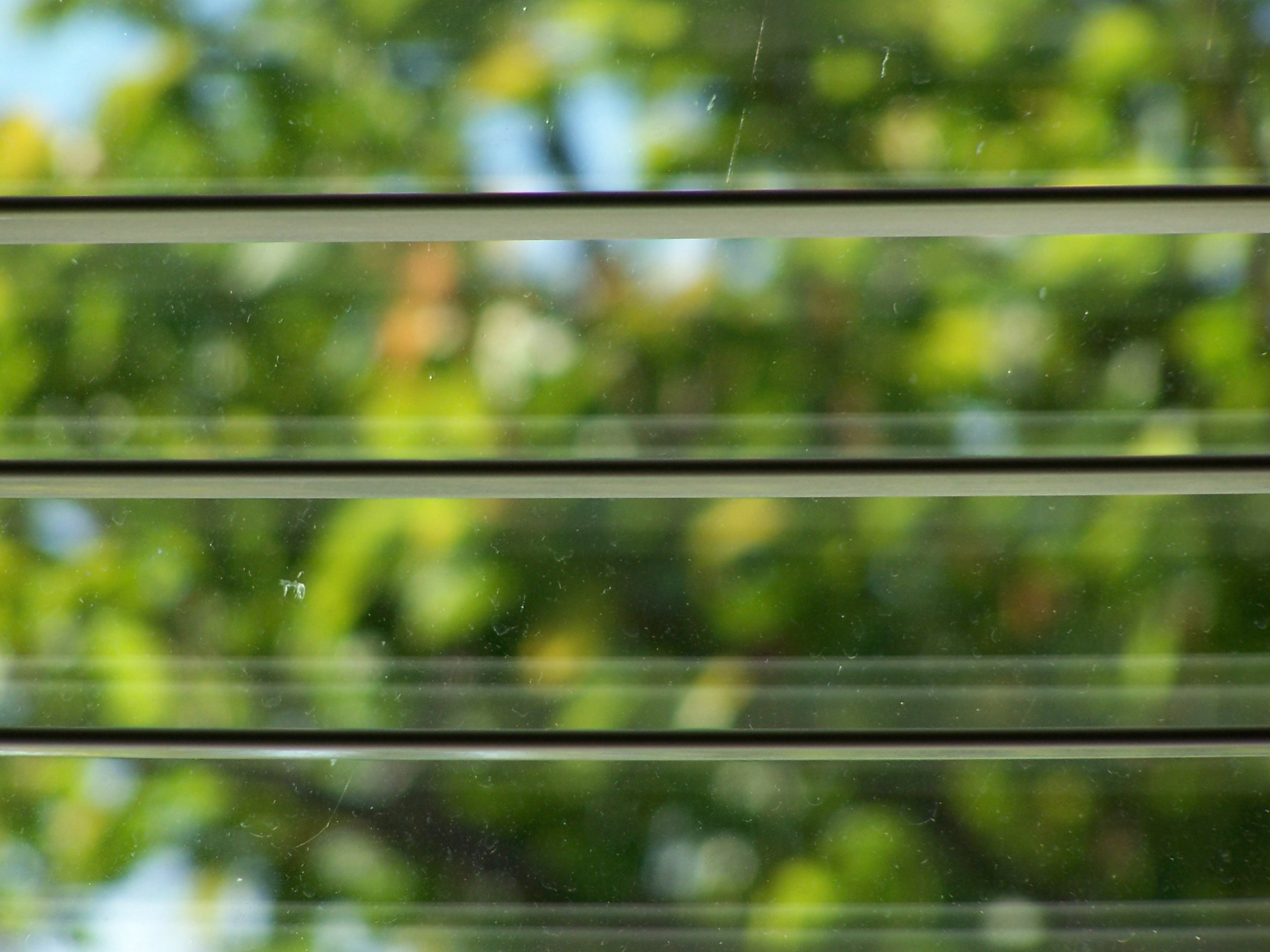
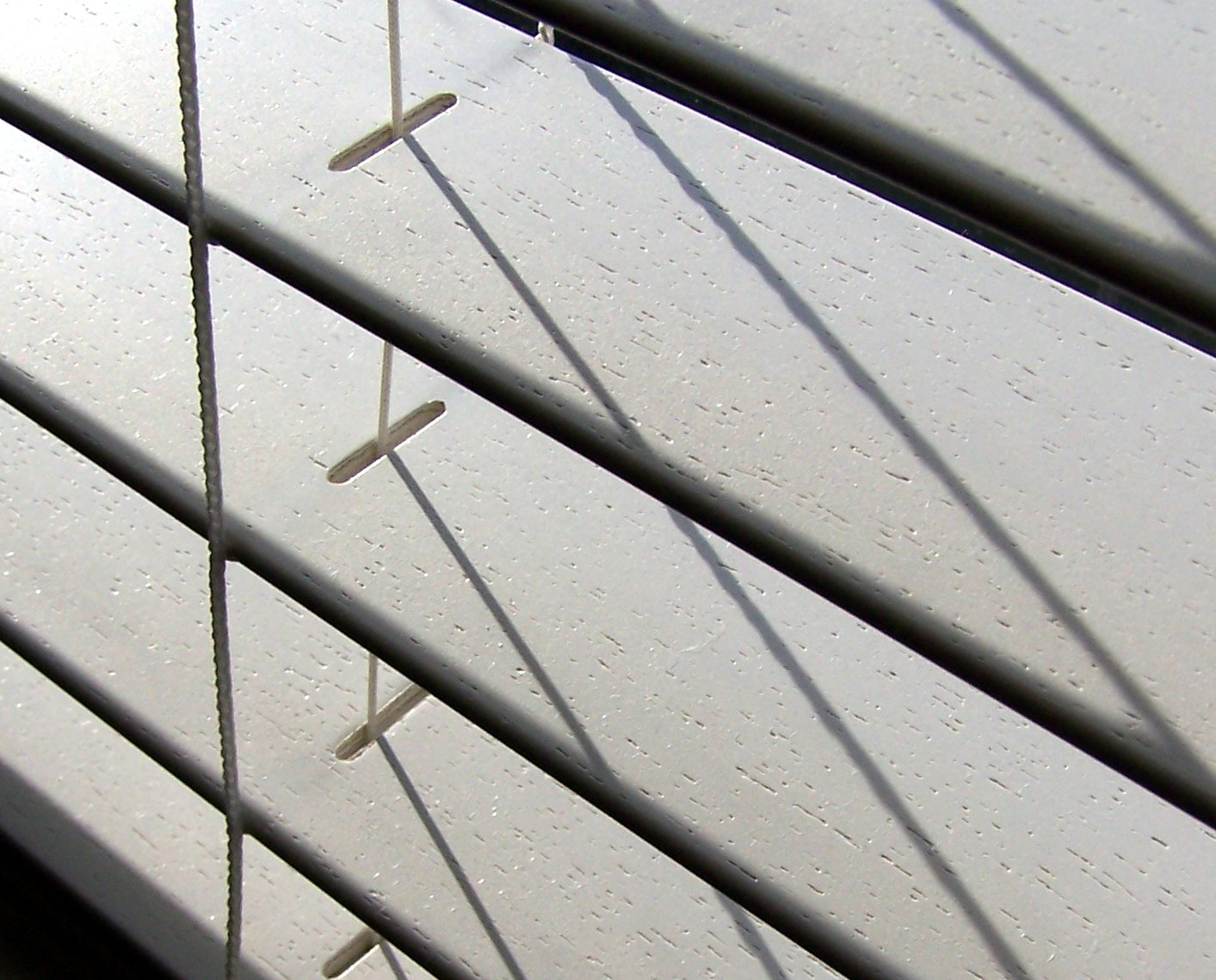
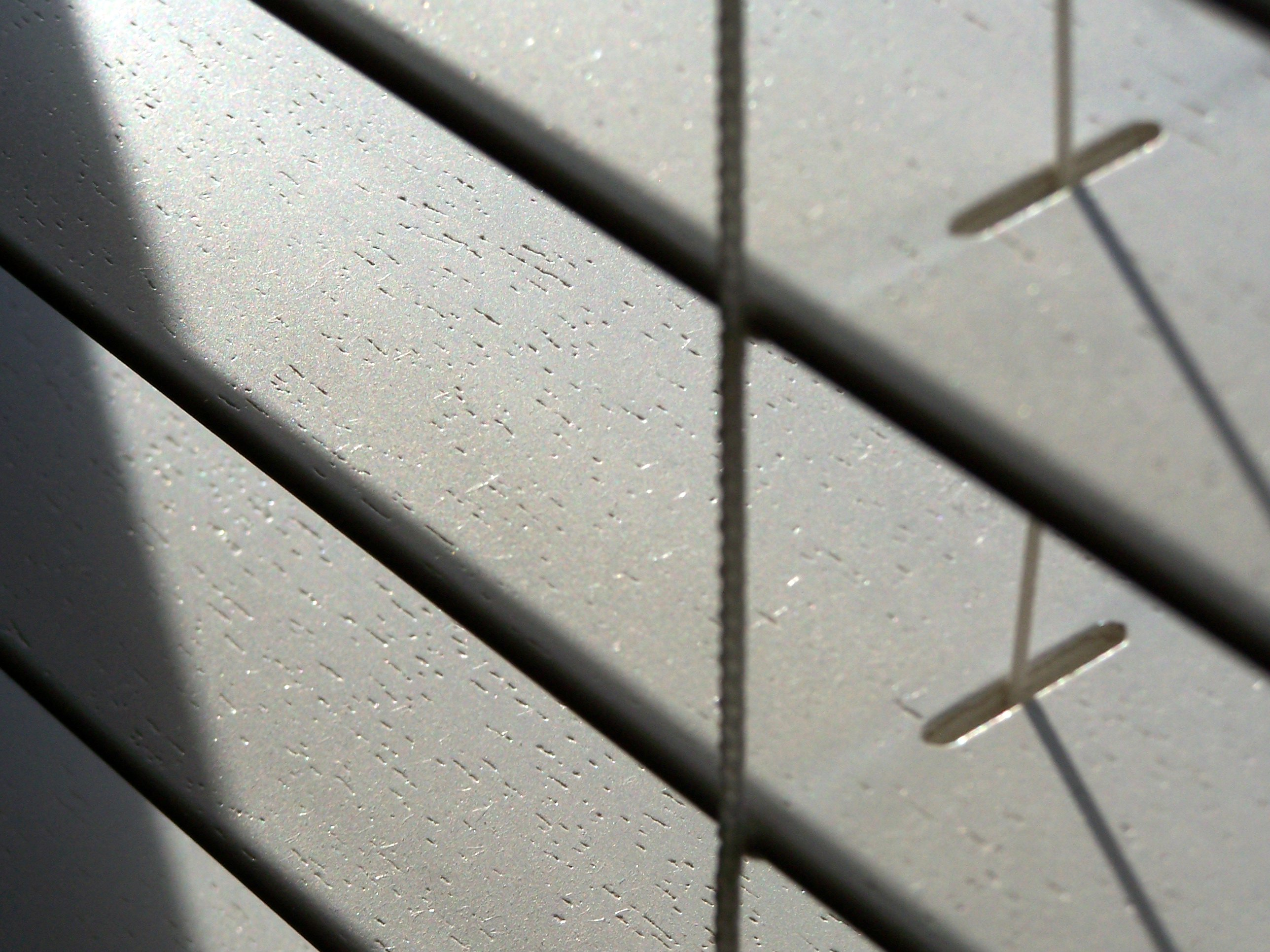
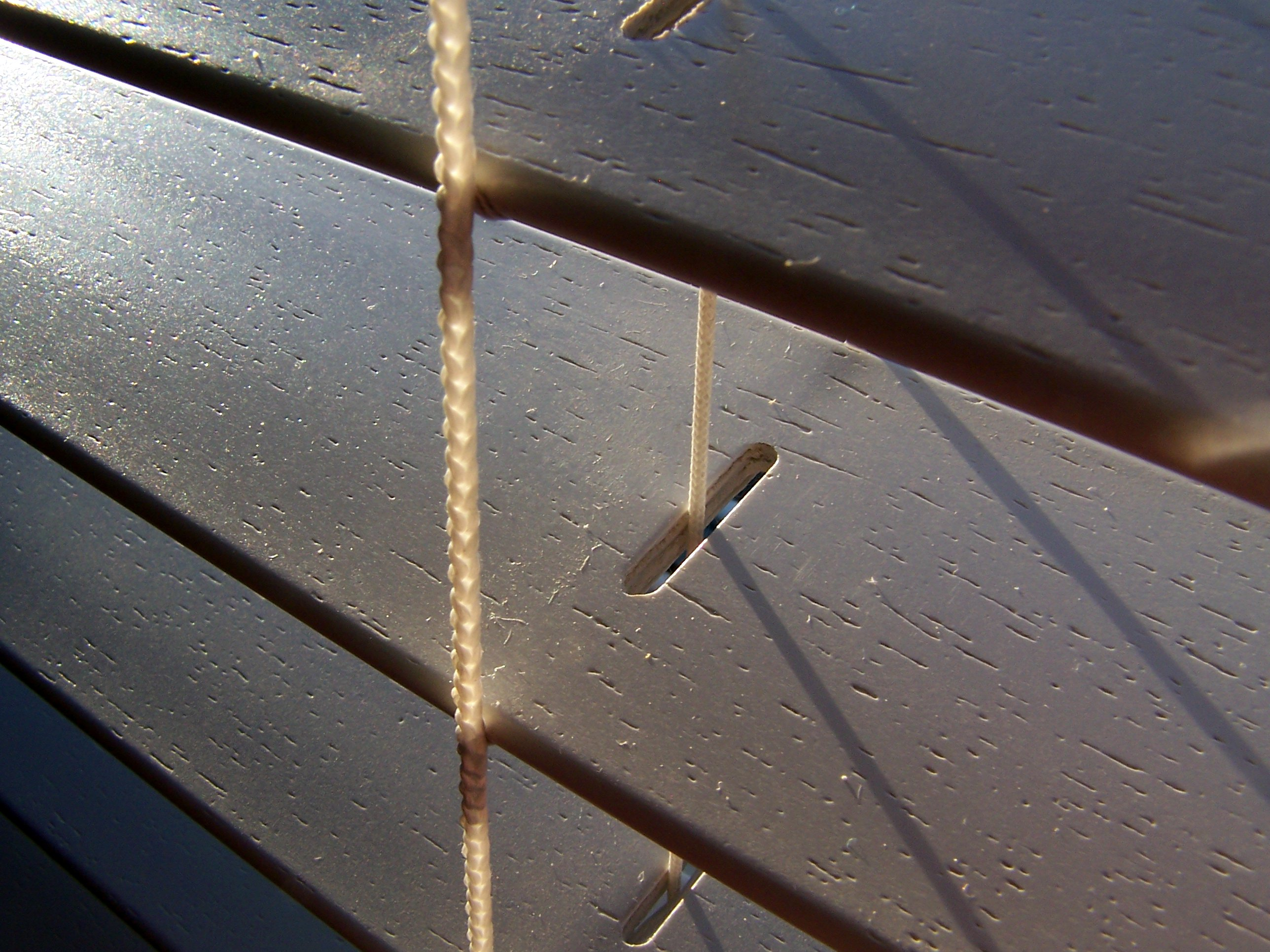
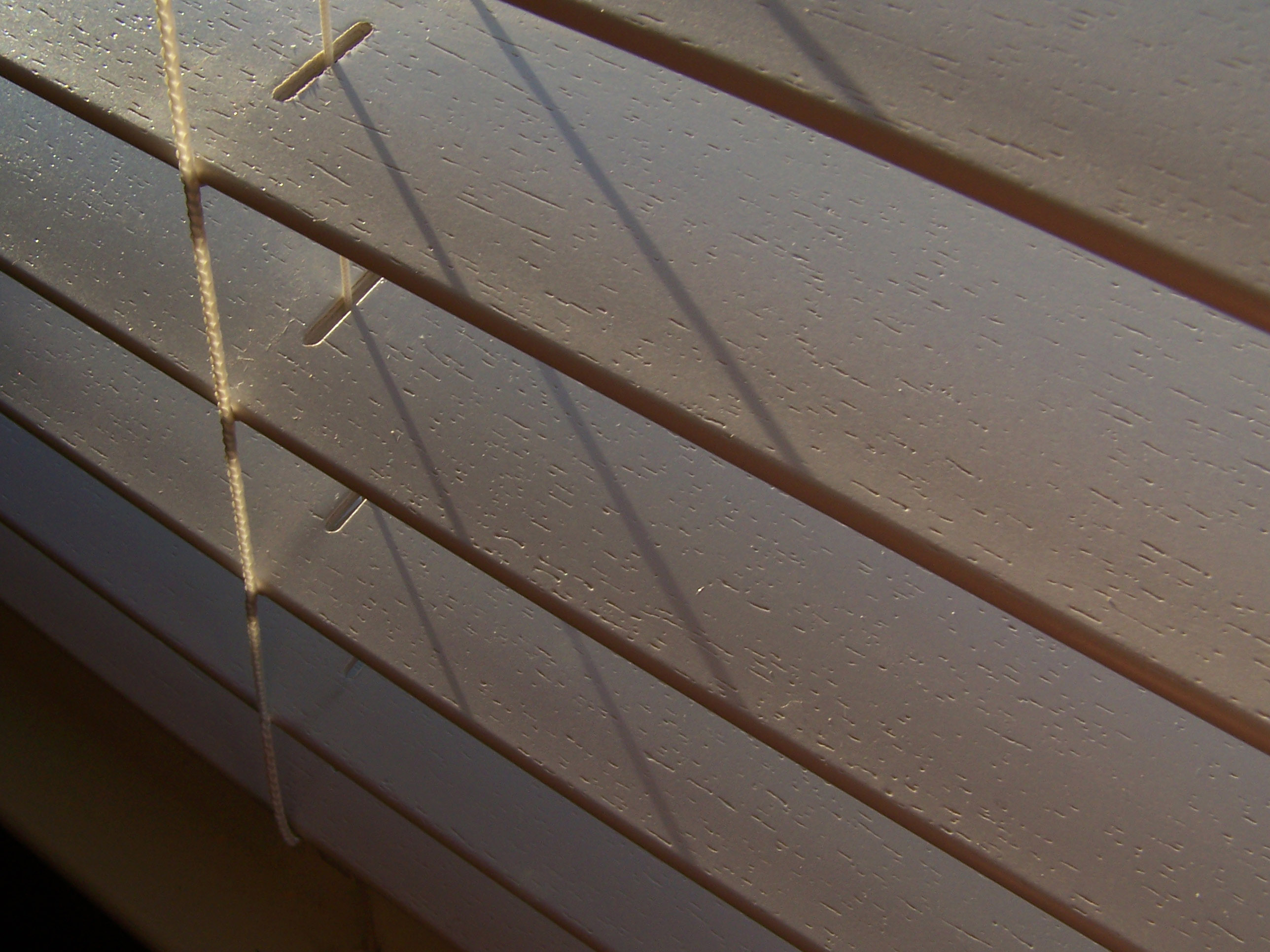
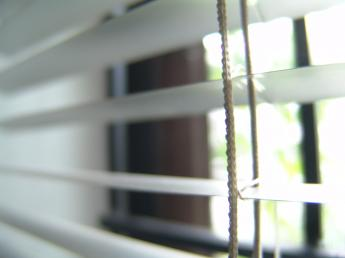
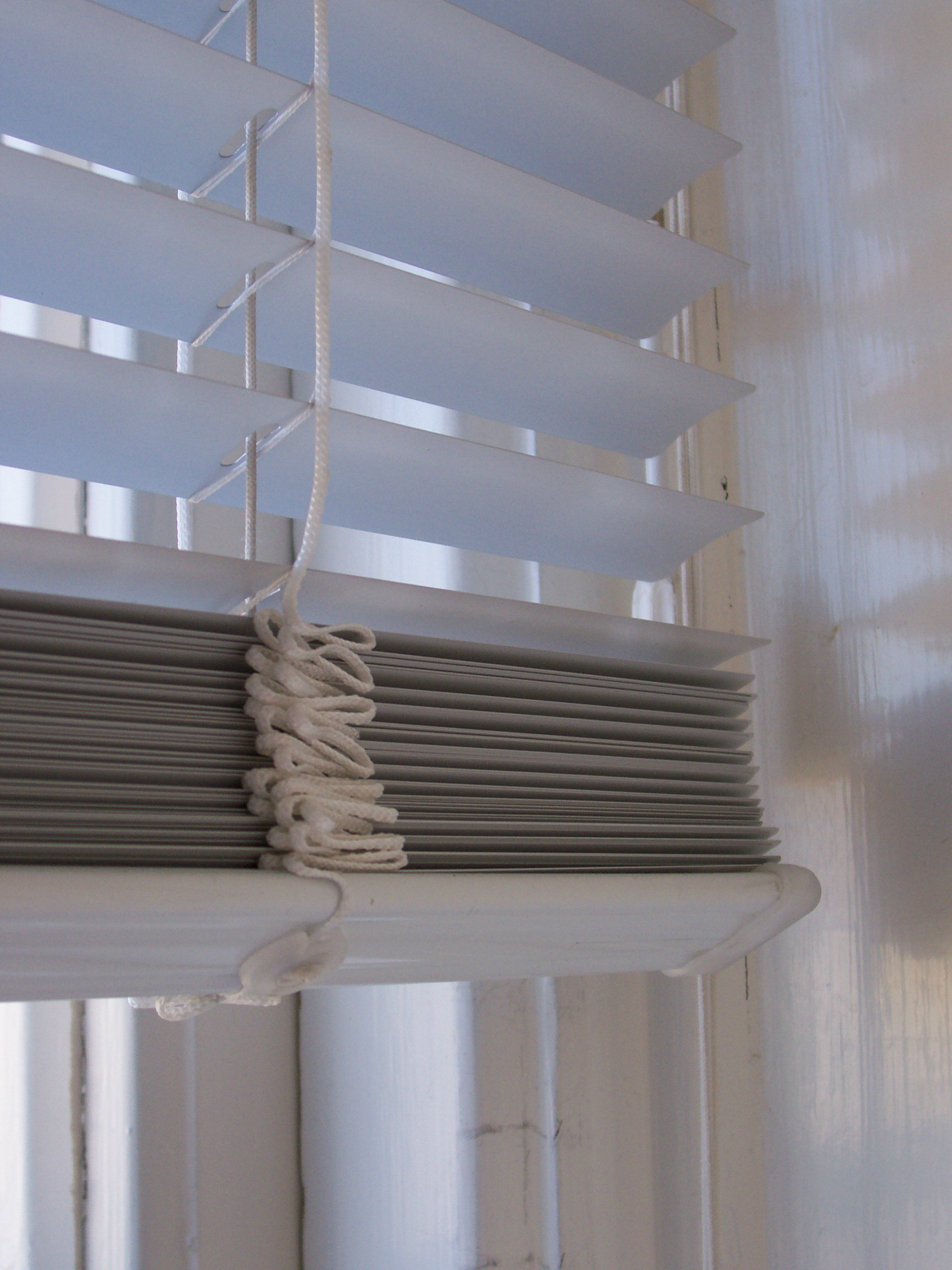
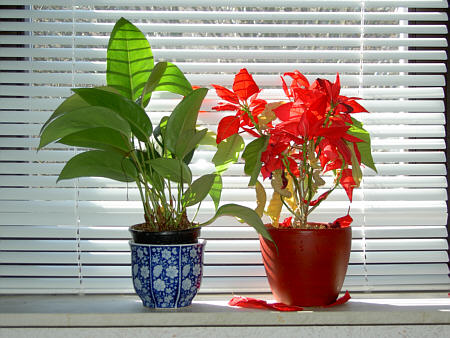
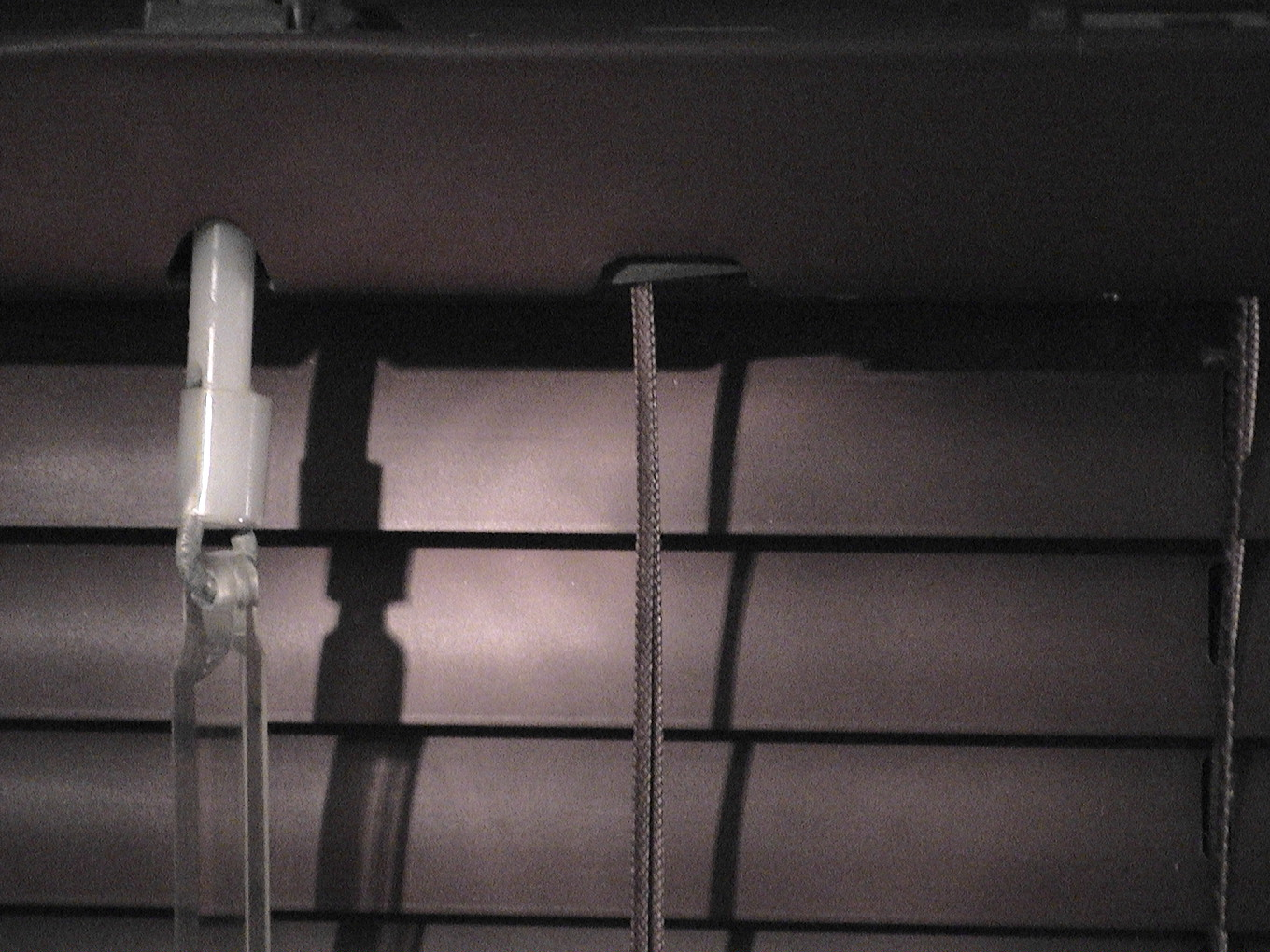

## Altres enllaços
- Infografies de persianes enrotllables Arxivat 2007-01-27 a Wayback Machine.
- Serveis per a persianes